# ミケーレ・ルッジェーリ
ミケーレ・ルッジェーリ（Michele Ruggieri, 1543年 - 1607年5月11日）は、イタリアのイエズス会の修道士。ガスパル・ダ・クルスが短期間滞在したのを別にすれば、明代の中国に入った最初のカトリックの宣教師で、マテオ・リッチらとともに中国で宣教活動を行った。中国名は羅明堅(Luó Míngjiān)。

## 略歴
ルッジェーリはナポリ王国のプッリャ州スピナッツォーラで生まれた。はじめフェリペ2世の宮廷で働いていたが、1572年にイエズス会に入会し、コインブラ大学で哲学と神学を修めた後、1578年に司祭に叙階されてゴアに赴任した。アレッサンドロ・ヴァリニャーノの要請によって、1579年にルッジェーリはマカオに派遣され、そこで中国語と中国の習慣を学んだ。マカオには後にマテオ・リッチも加わった。
1583年、ルッジェーリとリッチは広東省肇慶に教会を建設した。元代のものを別にすれば、これは中国最初のカトリック伝道所だった。
1588年、ヴァリニャーノはルッジェーリをローマに派遣した。その目的は中国宣教の許可を得るためにローマ教皇の使者を明に派遣するよう要請することにあったが、当時のローマは4人の教皇が次々に死亡する混乱状態にあり、目的を果たすことができなかった。ルッジェーリはそのままイタリアに留まり、1607年にサレルノで没した。

## 著作

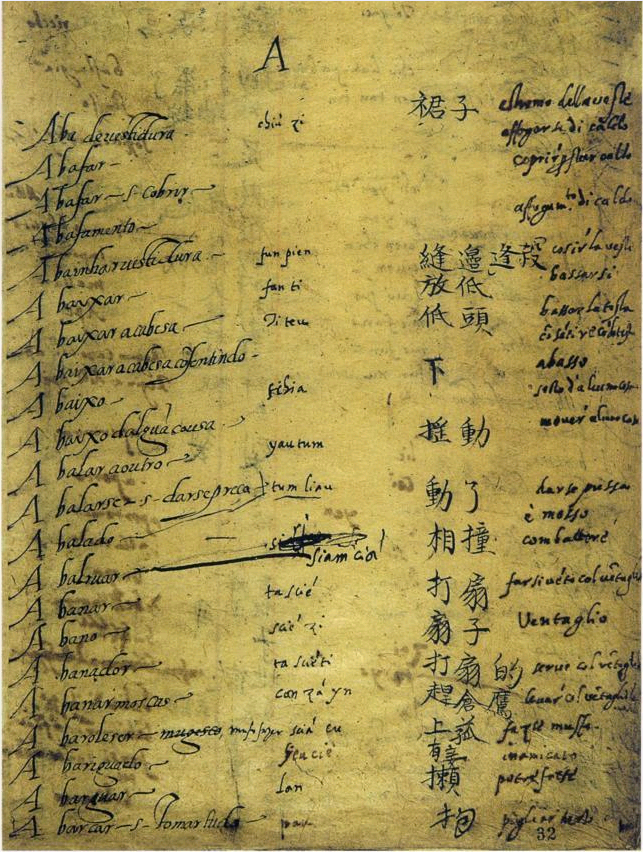
葡漢辞典

ルッジェーリは最初の中国語版カテキズム『天主実録』を作った。
ルッジェーリはまたリッチとともに『葡漢辞典』を編纂した。この辞典は2001年にマカオから出版された。辞典には「賓主問答私擬」というローマ字書きの官話会話資料が附属する。
ルッジェーリは中国の地図を作成した。また、中国人の助けを借りて、はじめて漢詩を書いた西洋人と考えられている。